# کنوانسیون ملی فرانسه
کنوانسیون ملی فرانسه (یا به‌طور خلاصه: کنوانسیون) در هنگامهٔ انقلاب فرانسه نقش مجلس مؤسسان قانون اساسی و قانون‌گذاری را به عهده داشت. این کنوانسیون از ۲۰ سپتامبر ۱۷۹۲ تا ۲۶ اکتبر ۱۷۹۵ تشکیل می‌شد. پس از آن دیرکتوار جانشین آن گردید.

## تشکیل
هنگام برخیزش ۱۰ اوت ۱۷۹۲ و در زمانی که تودهٔ مردم پاریس به کاخ تویلری هجوم برده و خواستار الغای سلطنت شدند، کنوانسیون قانون‌گذاری حکم به تعلیق موقت پادشاهی لویی شانزدهم داد و سپس فرمان به تشکیل «کنوانسیون ملی» که وظیفهٔ تصویب یک قانون اساسی را داشت داد. در همین زمان تصمیمی اتخاذ شد مبنی بر این که نمایندگان این کنوانسیون باید توسط مردهای فرانسوی بالای ۲۵ سال و به مدت یک سال انتخاب شوند و از کار شخصی خود درآمد داشته باشند؛ بنابراین کنوانسیون ملی نخستین کنوانسیون انتخابی جهان بود که تمام افراد ذکور کشور بدون توجه به طبقه، حق رأی در آن داشتند. بعدها محدودیت سنی رأی‌دهندگان به ۲۱ سال کاهش یافت و صلاحیت سنی نمایندگان روی ۲۵ سال تثبیت شد.
اولین جلسه در ۲۰ سپتامبر ۱۷۹۲ برگزار شد. در روز بعد پادشاهی الغا شد و به این ترتیب پادشاهی فرانسه به‌طور رسمی پایان یافت. یک سال و اندی بعد روز ۲۲ سپتامبر به عنوان تاریخ آغاز تقویم جدید انقلابی فرانسه و آغاز نخستین سال جمهوری فرانسه انتخاب شد.

## دولت انقلابی
کنوانسیون به مدت سه سال ادامه یافت. کشور در جنگ به سر می‌برد و مصلحت بر آن بود که اجرای قانون اساسی جدید به روزهای پس از صلح موکول شود. کنوانسیون در این هنگام نیروی خود را در جهت مقابله با خطراتی که جمهوری را تهدید می‌کردند گسترش می‌داد.
با اینکه این کنوانسیون یک قوهٔ مقننه به‌شمار می‌آمد ولی با سپردن وظایف اجرایی به اعضای خود، در قوهٔ مجریه هم دخالت می‌کرد. این «تداخل قوا» بر خلاف نظریه‌های فلسفی (به ویژه نظریات مونتسکیو) که منشأ انقلاب بودند یکی از شاخصه‌های اصلی کنوانسیون به‌شمار می‌رفت. مجموعهٔ موارد استثنایی که باعث تداخل قوا شده بودند موجبات تشکیل «دولت انقلابی» به معنای واقعی کلمه را فراهم آوردند. دولتی که بخش اعظم دوران حکومتش معروف به دوران «سلطهٔ وحشت» شد. با این‌حال لازم است که در زمینهٔ کار این کنوانسیون دو مسئلهٔ «مقتضیات اضطراری و قوانین ثابت» را از هم جدا بدانیم.

## ساختار و عضویت
اولین جلسهٔ کنوانسیون در یکی از سالن‌های کاخ تولری برگزار شد. سپس نمایندگان در سالن مانژ و در آخر در تاریخ ۱۰ مه ۱۷۹۳ در اسپکتکل (یا ماشین) که سالنی بزرگ بود که نمایندگان در آن کمی پراکنده به نظر می‌رسیدند مستقر شدند. این سالن دارای تریبونهایی برای عموم بود که بارها با تشویق‌ها یا انقطاع سخن توسط آن‌ها روی گفتگوها تأثیر گذاشته می‌شد.
اعضای کنوانسیون جزو تمامی طبقات جامعه بودند ولی تعداد حقوقدان‌های آن نسبت به دیگران بیشتر بود. هفتاد و پنج نفر از اعضا در کنوانسیون اصلی نمایندگان و ۱۸۳ نفر در کنوانسیون قانونگذاری وجود داشتند. تعداد کل نمایندگان کنوانسیون بدون در نظر گرفتن ۳۳ نماینده مستعمرات (که تنها چند از نفر از آن‌ها به پاریس رسیدند) ۷۴۹ نفر بود.
همچنین به دپارتمان‌های جدیدالتشکیلی که بین سال‌های ۱۷۹۲ تا ۱۷۹۵ به فرانسه ملحق شده بودند اجازه داده شد تا نماینده‌های خود را بفرستند. بسیاری از نمایندگان اصلی در زمان برقراری کنوانسیون تبعید شده یا مردند ولی جای همهٔ آن‌ها توسط نمایندگان علی‌البدل پر نشد. برخی از نمایندگان در طول دوران ترور و وحشت پس از ۹ ترمیدور از کار منع شدند. در نهایت بسیاری از اعضا به دپارتمان‌ها یا ارتش فرستاده شدند تا در عملیات‌هایی که برخی از آن‌ها مدت بسیار زیادی طول می‌کشیدند خدمت کنند. با توجه به تمام دلایل یادشده فهمیدن تعداد واقعی نمایندگان در یک تاریخ خاص مشکل است. در زمان ترور تعداد میانگین نمایندگان به ۲۵۰ نفر می‌رسید.
بنابر آیین‌نامهٔ داخلی کنوانسیون، رئیس کنوانسیون باید هر دو هفته مجدداً انتخاب می‌شد. رئیس پیشین می‌توانست بار دیگر نیز انتخاب شود. جلسات کنوانسیون معمولاً صبح‌ها برگزار می‌شدند اما بعضی از جلسات در عصر نیز برگزار می‌شدند که معمولاً تا شب هم ادامه پیدا می‌کردند. جلسات این کنوانسیون در برخی از شرایط ویژه، به‌طور دائمی برگزار می‌شد و تا چند روز بدون قطع یا تعلیق ادامه می‌یافت. کنوانسیون به دلایل مدیریتی و قانونگذاری از کمیسیونهایی استفاده می‌کرد که قدرت هر کدام نسبت به دیگری تفاوت داشت و توسط قوانین کنترل می‌شدند. مشهورترین کمیسیون‌ها عبارت بودند از کمیسیون سلامت عمومی (کمیته دو سالوت پابلیک)، کمیسیون امنیت ملی (کمیته دو سورت جنرال) و کمیسیون آموزش (کمیته دو لینستراکسیون).

## میراث
استنتاج مقالهٔ مربوط به کنوانسیون در دائرةالمعارف ۱۹۱۱ بریتانیکا به این شکل می‌باشد: «اگر بخواهیم بدون پیش‌داوری و غرض‌ورزی نقش و جایگاه کنوانسیون را درک کنیم باید به یاد بیاوریم که این کنوانسیون توانست فرانسه را از جنگ داخلی و تاخت و تاز حفظ کند، نظام آموزش عمومی را بنیانگذاری کند (موزه، مدرسهٔ پلی‌تکنیک، مدرسهٔ تربیت مدرس، مدرسهٔ زبان‌های شرقی، کنسرواتوار)، سازمان‌هایی با اهمیت زیاد به وجود آورد و به‌طور قطع توانست به اهداف سیاسی و اجتماعی انقلاب جامهٔ عمل بپوشاند.»